# Pievebovigliana
Pievebovigliana is een gemeente in de Italiaanse provincie Macerata (regio Marche) en telt 885 inwoners (31-12-2004). De oppervlakte bedraagt 27,3 km², de bevolkingsdichtheid is 32 inwoners per km².
De volgende frazioni maken deel uit van de gemeente: Colle San Benedetto, Fiano, Frontillo, Isola, Roccamaia, San Giusto, San Maroto.

## Demografie
Pievebovigliana telt ongeveer 368 huishoudens. Het aantal inwoners daalde in de periode 1991-2001 met 1,2% volgens cijfers uit de tienjaarlijkse volkstellingen van ISTAT.
| Jaar | Inwoneraantal |
| ---- | ------------- |
| 1861 | 2012          |
| 1871 | 2212          |
| 1881 | 2132          |
| 1901 | 2259          |
| 1911 | 2151          |
| 1921 | 2234          |
| 1931 | 1974          |
| 1936 | 1956          |
| 1951 | 1843          |
| 1961 | 1389          |
| 1971 | 1036          |
| 1981 | 944           |
| 1991 | 890           |
| 2001 | 879           |
| 2011 | 844           |

## Geografie
Pievebovigliana grenst aan de volgende gemeenten: Caldarola, Camerino, Cessapalombo, Fiastra, Fiordimonte, Muccia, Pieve Torina.
Acquacanina · Apiro · Appignano · Belforte del Chienti · Bolognola · Caldarola · Camerino · Camporotondo di Fiastrone · Castelraimondo · Castelsantangelo sul Nera · Cessapalombo · Cingoli · Civitanova Marche · Colmurano · Corridonia · Esanatoglia · Fiastra · Fiuminata · Gagliole · Gualdo · Loro Piceno · Macerata · Matelica · Mogliano · Monte Cavallo · Monte San Giusto · Monte San Martino · Montecassiano · Montecosaro · Montefano · Montelupone · Morrovalle · Muccia · Penna San Giovanni · Petriolo · Pieve Torina · Pioraco · Poggio San Vicino · Pollenza · Porto Recanati · Potenza Picena · Recanati · Ripe San Ginesio · San Ginesio · San Severino Marche · Sant'Angelo in Pontano · Sarnano · Sefro · Serrapetrona · Serravalle di Chienti · Tolentino · Treia · Urbisaglia · Ussita · Valfornace · Visso
1. ↑  Istituto Nazionale di Statistica.